# Championnat d'Inde de football de troisième division
L'I-League 2nd division est une compétition sportive créée en 2008. Après la naissance de la I-League en 2007, il s'agit de la deuxième division afin de faire un championnat professionnel sur le même modèle. Depuis 2022, une refonte du football indien fait passer l'I-League 2 au troisième échelon du football indien.

## Palmarès
| Saison    | Champion                 | Vice-champion         | Meilleur buteur                                       |
| --------- | ------------------------ | --------------------- | ----------------------------------------------------- |
| 2008      | Mumbai FC                | Mohammedan            | Fredrick Okwagbe (6)                                  |
| 2009      | Salgaocar SC             | Viva Kerala           | Badmus Babatunde (6)                                  |
| 2010      | ONGC FC                  | HAL                   | Badmus Babatunde et Joy Ferrao (4)                    |
| 2011      | Shillong Lajong          | Sporting Clube do Goa | Stanley Okoroigwe (6)                                 |
| 2012      | United Sikkim FC         | ONGC FC               | Daniel Bedemi (11)                                    |
| 2013      | Rangdajied United        | Mohammedan            | Badmus Babatunde et Hudson Lima Silva (8)             |
| 2014      | Royal Wahingdoh          | Bhawanipore           | Daniel Bedemi (8)                                     |
| 2015      | Aizawl FC                | Lonestar Kashmir      | Ajay Singh (11)                                       |
| 2015-2016 | Dempo                    | Minerva Punjab        | Felix Chidi Odili et Atinder Mani (7)                 |
| 2016-2017 | NEROCA FC                | Southern Samity       | Odafe Onyeka Okolie et Felix Chidi Odili (9)          |
| 2017-2018 | Real Kashmir             | Hindustan             | Robert D‘Souza Ribiero (10)                           |
| 2018-2019 | TRAU FC                  | Chhinga Veng          | Princewill Olariche Emeka / Phillip Adjah Tetteh (10) |
| 2020      | Mohammedan Sporting Club | Bhawanipore FC        | Syed Shoaib Ahmed / Ekombong Victor Philip (7)        |
| 2021      | Rajasthan United         | Mumbai Kenkre         | Anwar Ali Jr. (4)                                     |
| 2022-2023 | en cours                 | en cours              | en cours                                              |